# Liste der Kulturdenkmäler in Meerfeld
In der Liste der Kulturdenkmäler in Meerfeld sind alle Kulturdenkmäler der rheinland-pfälzischen Ortsgemeinde Meerfeld aufgeführt. Grundlage ist die Denkmalliste des Landes Rheinland-Pfalz (Stand: 10. August 2023).

## Einzeldenkmäler
| Bezeichnung                                     | Lage                                          | Baujahr | Beschreibung | Bild                           |
| ----------------------------------------------- | --------------------------------------------- | ------- | --- | ------------------------------ |
| Katholische Pfarrkirche St. Johannes der Täufer | Kirchstraße 13 Lage                           | 1777    | dreiachsiger Saalbau, 1777, mittelalterlicher, 1865 erhöhter Westturm                                                       | weitere Bilder Fotos hochladen |
| Bildstock                                       | Kirchstraße, bei Nr. 13 auf dem Friedhof Lage | 1794    | Kreuzigungsbildstock, bezeichnet 1794 und 1868                                                                              | weitere Bilder Fotos hochladen |
| Altarkreuz                                      | Kirchstraße, bei Nr. 13 auf dem Friedhof Lage | 1841    | Altarkreuz, Rotsandstein, bezeichnet 18[41]                                                                                 | Fotos hochladen                |
| Heiligenhäuschen                                | Meerbachstraße Lage                           | 1862    | Heiligenhäuschen, nachbarock, Rotsandstein, bezeichnet 1862                                                                 | Fotos hochladen                |
| Pfarrhaus                                       | Vulkanweg 6 Lage                              | 1807    | ehemaliges Pfarrhaus; sechsachsiger Putzbau, bezeichnet 1807; Gesamtanlage mit Scheune, Hoffläche und Bruchsteineinfriedung | weitere Bilder Fotos hochladen |
| Obelisk                                         | nordöstlich des Ortes an der K 10 Lage        | 1890    | Obelisk, bezeichnet 1890 | Fotos hochladen                |